# Hartvig Frisch
Hartvig Markus Frisch, född 17 januari 1893, död 11 februari 1950, var en dansk politiker och kulturhistoriker.
Frisch blev 1929 lektor vid Metropolitanskolan i Köpenhamn. Han intog tidigt en ledande ställning bland de akademiker, som anslöt sig till det socialdemokratiska partiet och var från 1926 ledamot av Folketinget, Förutom tidskrifts- och tidningsartiklar utgav Frisch Platons Stat (1924), Rom, Oldtidens Verdensby (1925, svensk översättning 1930), Sofisten Protagoras (1926) och Europas kulturhistoria (1928, svensk nyöversättning 1962).
I introduktionen till den svenska nyöversättningen 1962 skrev idéhistorikern Sten Lindroth, att Frisch har "som mål att genomgående förankra kulturlivets yttringar i ekonomiska och sociala förhållanden ... han har ett vaket sinne för det invecklade samspel mellan olika faktorer och inflytanden som skapar en kultur, något vi känner som en enhetlig civilisation: den romerska den högmedeltida, renässansen, sjuttonhundratalet." Känd är hans definition av kultur: Kultur är vanor.